# Золотов Юрій Володимирович
Золотов Юрій Володимирович (17 травня 1980, Львів) — український професійний боксер, призер чемпіонату світу серед аматорів.
2003 року закінчив Львівський інститут фізичної культури.

## Спортивна кар'єра
Юрій Золотов протягом 1999—2001 років непогано проявив себе на декількох міжнародних турнірах і потрапив в заявку збірної України на чемпіонат світу 2001, на якому досяг найбільшого успіху в кар'єрі, зайнявши бронзову сходинку. Після двох перемог над суперниками у чвертьфіналі він був оголошений переможцем без боротьби через відмову чергового суперника, а у півфіналі в напруженій боротьбі достроково поступився майбутньому чемпіону кубинцю Діогенесу Луна.
Восени 2001 року Золотов став бронзовим призером Ігор доброї волі. Але відразу після цього турніру його почали турбувати травми, і він випав зі складу збірної.
Протягом 2004—2006 років Юрій Золотов провів дев'ять боїв на професійному рингу, здобувши у всіх перемогу.